# Orthoux-Sérignac-Quilhan
Orthoux-Sérignac-Quilhan ist eine französische Gemeinde im Département Gard in der Verwaltungsregion Okzitanien.
Die angrenzenden Gemeinden sind Liouc im Westen, Quissac im Nordwesten, Bragassargues im Norden, Cannes-et-Clairan im Nordosten, Vic-le-Fesq im Osten, Lecques und Gailhan im Südosten, Sardan im Süden und Brouzet-lès-Quissac im Südwesten. 
Die ehemalige Route nationale 99 führt über Orthoux-Sérignac-Quilhan.

## Bevölkerungsentwicklung
| Jahr      | 1962 | 1968 | 1975 | 1982 | 1990 | 1999 | 2008 | 2017 |
| --------- | ---- | ---- | ---- | ---- | ---- | ---- | ---- | ---- |
| Einwohner | 215  | 171  | 179  | 165  | 272  | 290  | 390  | 416  |